# レインコーツ

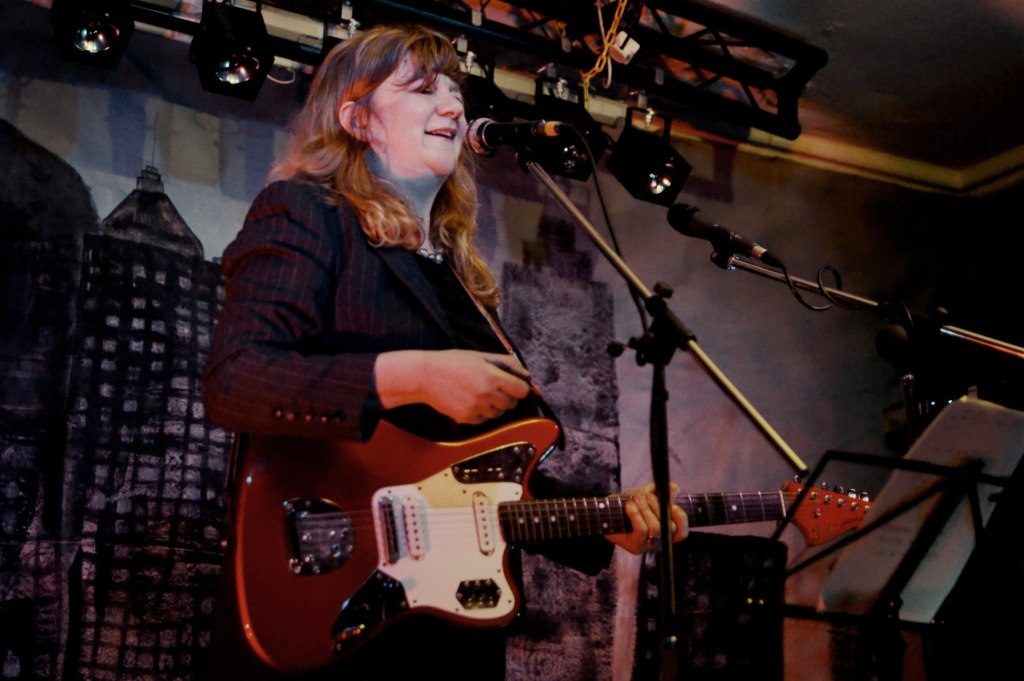
パフォーマンスするジーナ・バーチ（2012年）

ザ・レインコーツ（The Raincoats）は、イギリスの実験的なポストパンク・バンドである。アナ・ダ・シルヴァ（ボーカル、ギター）とジーナ・バーチ（ボーカル、ベース）は、1977年にロンドンのホーンシー・カレッジ・オブ・アートの学生時代にグループを結成した。
ラフ・トレード・レーベルと契約し、バンドは初期の作品として『ザ・レインコーツ』（1979年）、『オディシェイプ』（1981年）、『ムーヴィング』（1984年）の3枚のアルバムをリリースした。彼らは1993年に再結成し、1996年にアルバム『ルッキング・イン・ザ・シャドウズ』をリリースした。

## 略歴

### 1977年-1993年
ダ・シルヴァとバーチは、1977年の初めにスリッツがライブで演奏する姿を見て、バンドを作る刺激を受けた。バーチは『She Shreds』誌のインタビューで「突然、許可が与えられたかのようでした。バンドに参加できるなんて思ってもいませんでしたから。女の子はバンドなんてやらなかったんです。でも、スリッツが演奏しているのを見たとき『これは私だ。これは私のものだ』と思ったんです」とコメントしている。1977年11月9日、ザ・タバーナクルにおけるバンドの最初のコンサートでは、バーチ、ダ・シルヴァに、ロス・クライトン（ギター）、ニック・ターナー（ドラム）がラインナップされた。その後、ケイト・コラス（スリッツ、後にモ・デッツ）が短期的に参加したが、代わってジェレミー・フランクが参加した。ニック・ターナーがバラクーダスを結成するために脱退し、リチャード・ドゥダンスキー（元The 101'ers、後にパブリック・イメージ・リミテッド）がドラムに収まり、映画製作者のパトリック・ケイラーがギターのフランクと交代で加入した。
1978年後半に、ザ・レインコーツは、スリッツの元ドラマーであったパルモリヴと、クラシックの教育を受けているヴァイオリニストのヴィッキー・アスピナルが加わったことで、メンバー全員が女性のバンドとなった。このラインナップは、ロンドンのアクラム・ホールで1979年1月4日にライブ・デビューした。シャーリー・オラフリンがマネージメントするバンドは、ラフ・トレード・レコードから最初のシングル「Fairytale in the Supermarket」をリリースした後、1979年5月にスイスの女性バンドであるKleenexとの最初のイギリス・ツアーに出た。ジョニー・ロットンはバンド初期から彼女たちの崇拝者であり、後にこう述べている。「ザ・レインコーツは、エックス・レイ・スペックスやパンクに関するすべての書物が実現できなかったような、まったく異なる方法でその音楽を提供したんだ。そこには彼女たちが素晴らしくてオリジナルであること以外に理由はないね」。ザ・レインコーツの明らかに非商業的なサウンドは、誰にとっても魅力的というものではなかった。バンドによる初期のパフォーマンスを目撃した後、ダニー・ベイカーは「ウェイターがトレイを落とすたびに、私たち全員が起き上がって踊るというくらいに悪いものだ」と述べた。
1979年11月21日、ラフ・トレードはバンドのセルフタイトルのデビュー・アルバムをリリースした。これはプレスからかなりの称賛を受けた。パルモリヴは、アルバム『ザ・レインコーツ』がリリースされる少し前の9月にバンドを脱退した。代わって、10代のイングリッド・ワイスがドラムとして参加した。ザ・レインコーツのセカンド・アルバム『オディシェイプ』は1981年にリリースされ、ワイスに加えて、ドゥダンスキー、ロバート・ワイアット（ソフト・マシーン）、チャールズ・ヘイワード（ディス・ヒート）によるドラム演奏の提供をフィーチャーした。ザ・レインコーツは『オディシェイプ』で、バロフォン、カリンバ、ガムランなどの安価な中古楽器の多様なセレクションを採用しており、このアルバムには、イギリスのフォーク、ダブのベース・ライン、ポリリズムによるパーカッション、その他のワールドミュージックの影響を受けたフリー・ジャズの要素が組み込まれている。その折衷的な音楽ジャンルのミックスは「ロックにおける女性の大きな失われた瞬間」の1つと説明されている。
「ロックンロールの基本的なテーマは、男と女の間で起こっていることです……ロックンロールは黒人の音楽に基づいています。そして、それは女性の排除と、黒人のゲットー化に基づいています。だからこそ、私たちのやりたいこととロックンロールの伝統の間に少し距離を置きたいのです」—グリール・マーカスによるザ・レインコーツへのインタビューより
1982年12月、ザ・レインコーツはニューヨークにあるザ・キッチンのアート・スペースでライブ・アルバムを録音した。『ザ・キッチン・テープス』は、1983年にROIRによってカセットでリリースされた。
ザ・レインコーツは1984年に『ムーヴィング』をレコーディングした。常にツアーを続け、「違った音楽の方向に引っ張る」ことにうんざりしていたバンドのメンバーたちは、アルバムのリリース直後からソロ・プロジェクトに取り掛かっていた。バーチとアスピナルはドロシー (Dorothy)を結成し、ダ・シルヴァは振付師のギャビー・アギスと一連のダンス・プロジェクトで仕事し、ヘイワードとローズランド (Roseland)を結成した。
1992年、ニルヴァーナのカート・コバーンが、ロンドンのタルボット・ロードにあるラフ・トレード・ショップにザ・レインコーツの新品の旧譜を探しに訪れた。ジュード・クライトンが角を曲がったところにあるアンティーク・ショップで、彼のいとこであるダ・シルヴァと出会わせた。コバーンは、ニルヴァーナのアルバム『インセスティサイド』のライナーノーツでこの出会いについて熱心に書いている。1993年後半に、ラフ・トレードとDGCレコードがバンドの3枚のスタジオ・アルバムを再発した際には、コバーンとソニック・ユースのキム・ゴードンによるライナーノーツが付けられた。
「ザ・レインコーツについては、自分に大きな影響を与えた音楽をレコーディングしてくれたってこと以外は、本当に何も知らなかった。それを聴くたびに、自分がとても不幸で、孤独で、退屈だった（私たちが言ってはならない）人生の特定の時期を思い出すんです。もしザ・レインコーツの最初のレコードの擦り切れたコピーを置く贅沢がなければ、私は平和な瞬間をほとんど持てなかったでしょう。バンドについてその歴史を少し研究できたと思いますが、自分の感じ方や彼らのサウンドをはっきりさせることが重要だと思っています。ザ・レインコーツを屋根裏部屋に隠れて聴いていると、まるで暗闇の中の暴力のように感じます。それらを聴くのではなく、聴いている自分を感じるんです。私たちは一緒に同じ古い家にいるのですが、私は完全に静止していなければなりません。そうしないと、彼らに私が上からスパイしているのが聞こえてしまいます。私が捕まると――それは彼らのものだから、すべてが台無しになってしまうでしょう」—コバーンによる『ザ・レインコーツ』のライナーノーツより
「私はその大胆さと実際にコマーシャルな歌を持っているという理由でスリッツを愛していましたが、私が最も好きだったのはザ・レインコーツでした。彼らは並外れた音楽を演奏する普通の人々のように見えました。傷つけられやすくありながら、男性によるロックやパンク・ロックの侵略という覆い……または、皮肉かセンセーショナリズムをまとったセックスシンボルとしての典型的な女性を、引き受ける必要なく、自分たち自身であるために十分な自信を持っていました」—ゴードンによる『オディシェイプ』のライナーノーツより
その後、コバーンはザ・レインコーツのデビュー・アルバムを、50枚のお気に入りアルバムの20位にリストアップした。

### 1994年から現在
オラフリンは、1994年3月にロンドンのザ・ガレージにて、ドラムのスティーヴ・シェリー（ソニック・ユース）、ヴァイオリンのアン・ウッドとともに、アルバムの再発を記念した公演に出演するようバーチとダ・シルヴァを説得した。彼らはBBCラジオ1のジョン・ピールのセッション番組にてレコーディングを行い、ポール・スミスの「Blast First」レーベルとシェリーのレーベル「Smells Like Records」から『Extended Play 』としてリリースされた。コバーンは4月に計画されたニルヴァーナのイギリス・ツアーに参加するよう彼らを招待したが、ツアーが始まる1週間前に亡くなってしまった。ザ・レインコーツは1996年にブリットポップの音楽プロデューサーであるエド・ブラー (Ed Buller、かつてスウェードとパルプで仕事した)がプロデュースしたアルバム『ルッキング・イン・ザ・シャドウズ』をラフ・トレード / ゲフィンからリリースした。参加ミュージシャンには、ウッド（ヴァイオリン、ベース）、ヘザー・ダン（ドラム）、ピート・シェリー（バズコックス）が含まれていた。
1995年、「Tim / Kerr」レーベルは、ザ・レインコーツのコンピレーション・アルバム『Fairytales』をリリースした。
1996年以来、ザ・レインコーツは、2001年にワイアット主催のメルトダウン、2003年12月にベルリンで開催されたチックス・オン・スピードのアルバム『99 Cents』リリース・パーティーなど、いくつかの特別なイベントに出演してきた。バーチとダ・シルヴァは、ザ・モンクスの曲をトリビュートした『Silver Monk Time』と呼ばれアルバムで「Monk Chant」のカバー・バージョンを録音し、2006年10月にベルリンのフォルクスヴューネでザ・モンクスと一緒にライブで演奏している。2007年4月にリーズで開催された「Ladyfest」で、2007年5月18日にリヨンで行われた「Nuits Sonores」フェスティバルで演奏した。2009年3月28日、バーチが監督し、ザ・レインコーツがプロデュースした作品『The Raincoats-Fairytales-A Work in Progress』が、ロンドンの英国映画協会で上映された。4月25日、バンドはオーストリアの「Donaufestival」でパフォーマンスした。
2009年11月9日に、ザ・レインコーツのデビュー・アルバムは、イギリスの「We ThRee」（バンド自身のレーベル）とアメリカのキル・ロック・スターズ・レーベルからヴァイナル・レコード盤で再発された。
バンドは、2010年5月にサマセットのマインヘッドにてマット・グレイニング主宰の「オール・トゥモローズ・パーティーズ」フェスティバルに出演した。翌週、ザ・レインコーツは、ロンドンのスカラで行われた「ATP Don't Look Back」コンサートにて、ザ・レインコーツの影響を受けたバンドのトラッシュ・キット (Trash Kit)のサポートで、デビュー・アルバムをライブ演奏した。2010年11月21日、ザ・レインコーツはニューヨークのMoMAで「PopRally」シリーズの一環としてコンサートを行った。バンドは、ニュートラル・ミルク・ホテルのジェフ・マンガムから招待され、2012年3月の「オール・トゥモローズ・パーティーズ」フェスティバルでもデビュー・アルバムをライブで演奏している。2011年12月、ザ・レインコーツは同月にテキサスで開催される35デントン・ミュージック・フェスティバルに出演すると発表された。
ザ・レインコーツはエンジェル・オルセンから、2016年11月3日にロンドンのイズリントン・アッセンブリー・ホールで行われるラフ・トレード40周年記念のイベントで協力を要請された。
2017年10月5日、バンドのファースト・アルバムについて書かれた、ジェン・ペリー (Jenn Pelly)の33⅓ブック『ザ・レインコーツ』が、ブルームズベリーから出版された。

## ディスコグラフィ
※順位は、全英インディー・チャートより

### スタジオ・アルバム
- 『ザ・レインコーツ』 - The Raincoats (1979年、Rough Trade) ※5位
- 『オディシェイプ』 - Odyshape (1981年、Rough Trade) ※5位
- 『ムーヴィング』 - Moving (1984年、Rough Trade) ※5位
- 『ルッキング・イン・ザ・シャドウズ』 - Looking in the Shadows (1996年、Rough Trade/Geffen)

### ライブ・アルバム
- 『ザ・キッチン・テープス』 - The Kitchen Tapes (1983年、ROIR)

### コンピレーション・アルバム
- Fairytales (1995年、Tim/Kerr)

### シングル、EP
- "Fairytale in the Supermarket" 7" single (1979年、Rough Trade)
- "Running Away" 7" single (1982年、Rough Trade) No. 47
- "Animal Rhapsody" 12" single (1983年、Rough Trade)
- Extended Play EP (1994年、Blast First/Smells Like)
- "Don't Be Mean" 7"/CD single (1995年、Rough Trade)

## 日本公演
- 2010年
- 2015年